# Stosunki morfosyntaktyczne
Stosunki morfosyntaktyczne – system używany do odróżniania argumentów czasowników przechodnich i czasowników nieprzechodnich.
Typowe czasowniki przechodnie mają zazwyczaj dwa argumenty, określane terminami agens i patiens (a często nieprecyzyjnie – podmiot i dopełnienie). Typowe czasowniki nieprzechodnie mają jeden argument, określany terminem doznający (ang. experiencer); w języku polskim stosuje się tu powszechnie nazwę „podmiot zdania nieprzechodniego”.

## Typologia
W związku z powyższym wprowadzono podział języków na języki nominatywno-akuzatywne, języki nominatywno-absolutywne oraz języki ergatywno-absolutywne. Istnieją języki nienależące do żadnej z tych grup:
- Istnieją języki w ogóle nieodróżniające agensa, podmiotu zdania nieprzechodniego i patiensa.
- Australijskie języki wangkumara i kalaw lagaw ya używają oddzielnych przypadków dla każdej z tych trzech funkcji; przypadkami tymi są odpowiednio nominativus, intransitivus i absolutivus. Języki tego rodzaju określa się jako języki trójdzielne.
- Pewne języki irańskie, jak rushani, odróżniają tylko przypadki przechodni (transitivus) i nieprzechodni (intransitivus).

Rozróżnia się następujące typy języków:
1. Języki nominatywno-akuzatywne (krótko: nominatywne) wyrażają w taki sam sposób podmiot zdania nieprzechodniego i agensa, traktując oddzielnie patiensa. W językach posiadających morfologiczne wykładniki przypadków, podmiot i agens występują w mianowniku, natomiast przypadkiem patiensa jest biernik. Choć język polski należy do tej grupy, warto podkreślić istnienie w nim wielu odstępstw od tego modelu. I tak, przypadkiem patiensa bywa także dopełniacz, a niekiedy również narzędnik. Podmiot i agens mogą również występować w innych przypadkach niż mianownik.
2. Języki ergatywno-absolutywne (ergatywne) dla wyrażenia agensa (podmiotu zdania przechodniego, a właściwie zdania agentywnego) używają specjalnego przypadka o nazwie ergativus. Rolę podmiotu zdania aktytywnego i patiensa określa natomiast absolutivus. Do grupy tej należą m.in. język baskijski, język buruszaski czy język awarski i niektóre inne języki kaukaskie. Wbrew twierdzeniom niektórych autorów, do języków ergatywno-absolutywnych nie należy język gruziński. Konstrukcja ergatywna występuje w tym języku tylko w przypadku niektórych czasowników i tylko w jednym z czasów. Przypadki podobnych konstrukcji można znaleźć również w języku polskim (np. w zdaniu Marzy mi się wycieczka w góry agens mi wyrażony jest celownikiem, natomiast patiens wycieczka – mianownikiem).
3. Języki nominatywno-absolutywne (aktywne) czynią rozróżnienie pomiędzy podmiotem aktywnym nominativus a podmiotem nieaktywnym absolutivus. W językach tych nominativus wyraża także agensa, a absolutivus – patiensa.

Warto podkreślić, że nieco podobną klasyfikację zaproponował prof. Tadeusz Milewski w latach 60. XX wieku. W jego klasyfikacji pominięto słabo wówczas poznane języki aktywne, a także w ogóle jeszcze nieznane języki trójdzielne. Milewski zaproponował podział języków na sześć grup, biorąc pod uwagę różne sposoby wyrażania czterech głównych stosunków syntaktycznych:
1. podmiotu do orzeczenia,
2. agensa do orzeczenia,
3. patiensa do orzeczenia,
4. członu określającego do członu określanego w grupach nominalnych.

Kryteria te są ciekawe z typologicznego punktu widzenia, ponieważ w wielu językach świata nie ma różnicy między zdaniem a frazą nominalną.
| stosunek / grupa                    | 1 | 2 | 3 | 4 | 5 | 6 |
| ----------------------------------- | - | - | - | - | - | - |
| podmiotu do orzeczenia              | a | a | a | a | a | a |
| agensa do orzeczenia                | a | b | a | b | a | b |
| patiensa do orzeczenia              | b | a | b | a | b | a |
| członu określającego do określanego | c | c | b | b | a | a |

Litery a, b, c określają różne wykładniki formalne stosunków składniowych.
1. W językach pierwszej grupy podmiot i agens wyrażone są przy pomocy mianownika, patiens – przy pomocy biernika. Grupa ta jest najszerzej rozpowszechniona, należy do niej większość języków nominatywnych, m.in. język polski.
2. W językach drugiej grupy tak samo wyrażone są podmiot i patiens – przy pomocy przypadka o nazwie absolutivus. Przypadkiem agensa jest tu ergativus. Należy do niej większość języków ergatywnych.
3. Języki trzeciej grupy należą do języków nominatywnych, tj. mianownik wyraża w nich zarówno agensa, jak i podmiot zdania nieprzechodniego. Jednakże nie istnieje tu osobny przypadek patiensa – jest on wyrażany tak samo jak człon określający, przy pomocy dopełniacza. Jako przykład można tu podać język indonezyjski, język hopi. Warto zauważyć, że w języku polskim patiens stosunkowo często jest również wyrażany dopełniaczem.
4. Języki czwartej grupy zaliczylibyśmy do ergatywnych, gdyż łączą one funkcje podmiotu zdania nieprzechodniego i patiensa i wyrażają je przy pomocy przypadka absolutnego. Jednakże w odróżnieniu od typowych języków ergatywnych agens jest tu wyrażony tak samo jak człon określający, przy pomocy dopełniacza. Jako przykłady języków grupy czwartej można podać języki eskimoskie, języki salisz, język majański i in.
5. Języki piątej grupy używają dopełniacza również dla wyrażenia agensa i podmiotu, podczas gdy patiens jest wyrażony biernikiem. Grupa ta jest bardzo nieliczna: należy do niej język nass (niska, nisga'a) z Kolumbii Brytyjskiej, należący do fyli penutiańskiej.
6. Języki szóstej grupy wykorzystują dopełniacz nie tylko dla wyrażenia członu określającego, ale także podmiotu zdania nieprzechodniego i patiensa. Istnieje także odrębny przypadek, ergativus, dla wyrażenia agensa. Grupa ta jest również nieliczna, należą do niej języki tsimshian, tunica, guarani[3].